# Бакстер, Лес
Лес Ба́кстер (англ. Les Baxter; 14 марта 1922 — 15 января 1996) — американский пианист, композитор и аранжировщик, пик популярности которого пришёлся на 50-е и 60-е годы XX века.
В 1940-х и начале 1950-х годов Бакстер уже был известен как композитор и аранжировщик, работавший с популярнейшими свинговыми оркестрами того времени. Но настоящая известность пришла к нему в 1950-х годах как к основателю музыкального жанра «экзотика» — поджанра лёгкой популярной музыки, при в общем-то стандартных струнно-духовых оркестровых аранжировках построенного на имитации стилей и звуков народной музыки экзотических стран (прежде всего Полинезии, Африки и Южной Америки). Этот жанр стал очень модным в 1950-е годы и оставался очень популярным, особенно среди холостяков-меломанов, в 1960-х годах.

## Фильмография
- См. «Les Baxter § Selected filmography» в английском разделе.

## Дискография
- См. «Les Baxter § Discography» в английском разделе.